# Joel Embiid
Joel Hans Embiid (* 16. März 1994 in Yaoundé) ist ein kamerunisch-französisch-US-amerikanischer Basketballspieler. der seit 2014 bei den Philadelphia 76ers in der nordamerikanischen NBA unter Vertrag steht. Dort wurde er in der Saison 2022/23 zum Most Valuable Player ausgezeichnet. Der Center wurde von Philadelphia im NBA-Draftverfahren 2014 an dritter Stelle ausgewählt.
Seit Juli 2022 ist Embiid Staatsbürger Frankreichs und seit September 2022 auch der Vereinigten Staaten. Er wurde 2024 mit der Nationalmannschaft der Vereinigten Staaten Olympiasieger.

## Jugend und NCAA

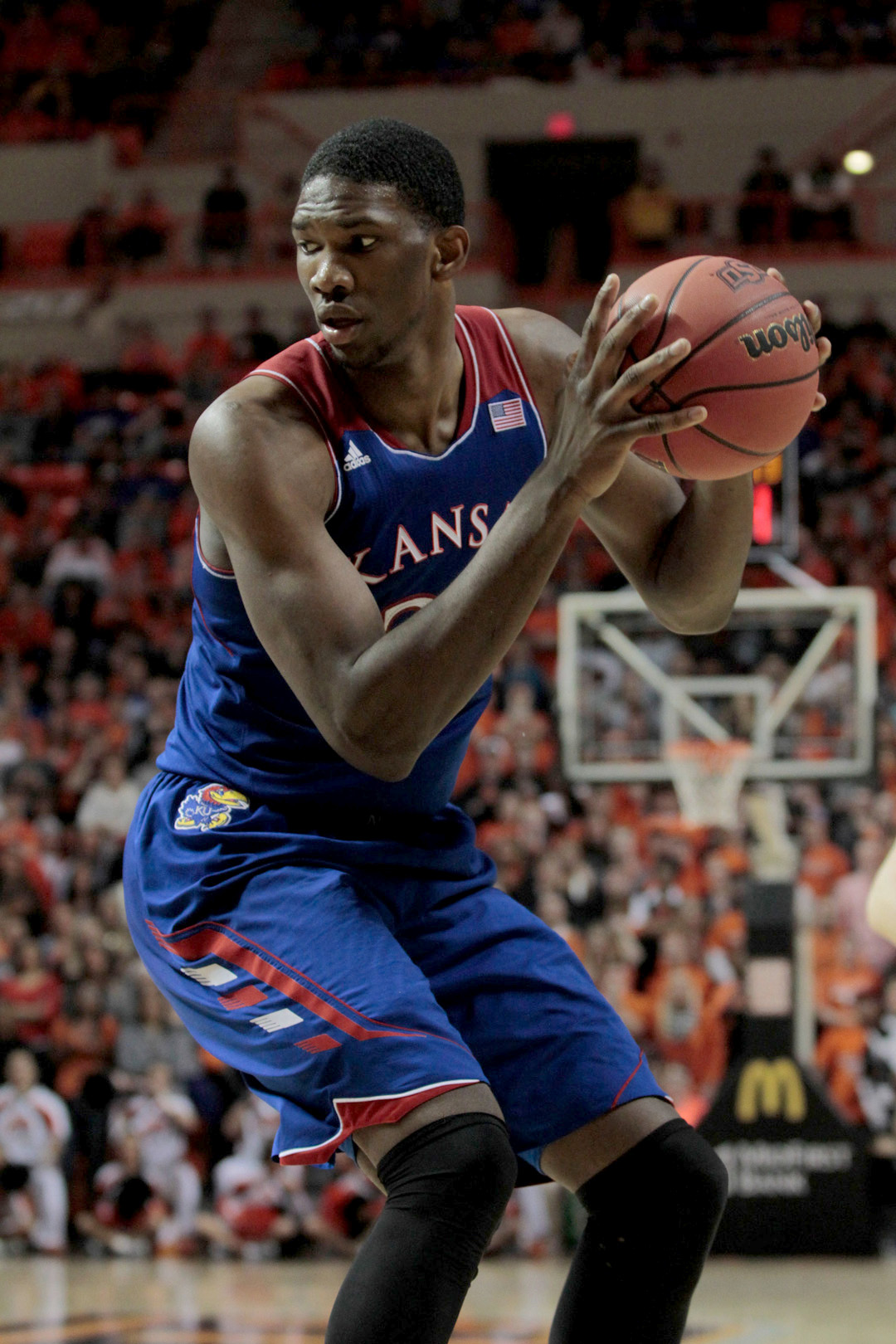
Embiid 2014 als Collegespieler

Embiid wuchs in Kamerun auf und spielte in seiner Jugend Fußball und Volleyball. Sein Vater Thomas war Handballspieler. Mit 15 Jahren begann Joel Embiid mit dem Basketball und wurde in Yaoundé im Leistungszentrum Kossengwe ausgebildet. Dabei wurde er in einem Basketballcamp vom kamerunischen NBA-Profi Luc Mbah a Moute entdeckt und seither gefördert. Im Alter von 16 Jahren siedelte Embiid in die USA über.
In Florida besuchte er die Schule, an der er Basketball spielte, und entwickelte sich zu einem der besten Nachwuchsspieler des Landes. Er zog dabei Vergleiche mit Hakeem Olajuwon und Tim Duncan auf sich. 2012 entschied er sich, für die University of Kansas zu spielen.
An der University of Kansas entwickelte sich Embiid neben Mannschaftskollege Andrew Wiggins, zu einem der besten Spieler des Hochschulverbands NCAA. Aufgrund einer Rückenverletzung konnte er jedoch an der Meisterrunde nicht teilnehmen, Kansas schied in der dritten Runde aus. Er gewann dennoch mehrere Auszeichnungen, unter anderem als bester Verteidiger der Big 12 Conference. Nach einem Spieljahr bei den Kansas Jayhawks meldete sich Embiid zum NBA-Draftverfahren an. In seinem ersten und einzigen Jahr in der NCAA erzielte er im Durchschnitt 11,2 Punkte, 8,1 Rebounds, 1,4 Assists und 2,6 Blocks in 23,1 Minuten pro Spiel.
Während der Vorbereitung zur Draft brach sich Embiid den Fuß und musste operiert werden. Dadurch fiel er für mehrere Monate aus. Bis zu seiner Verletzung galt er als Kandidat für die erste Draftposition.

## NBA
Beim NBA-Draftverfahren 2014 wurde er von den Philadelphia 76ers an dritter Stelle ausgewählt. Aufgrund seiner Fußverletzung setzte er jedoch die komplette NBA-Saison 2014/15 aus. Zur Vorbereitung auf die Saison 2015/16 erlitt er einen weiteren Rückschlag, als er sich erneut einer Operation unterziehen musste. Aufgrund dieses Eingriffs kam er auch in der Saison 2015/16 nicht zum Einsatz. Sein NBA-Debüt feierte Embiid zu Beginn der Saison 2016/17. Bei der 97:103-Niederlage gegen die Oklahoma City Thunder gelangen Embiid 20 Punkte und sieben Rebounds. Für seine guten Leistungen wurde Embiid als Rookie des Monats der Eastern Conference für die Monate November und Dezember ausgezeichnet. Im März erlitt er erneut eine Verletzung, womit die Saison für Embiid vorzeitig beendet war. Er beendete seine Rookiesaison mit 20,2 Punkten 7,8 Rebounds und 2,5 Blocks pro Spiel. Aufgrund von nur 31 absolvierten Saisonspielen kam er nicht als Anwärter auf die Auszeichnung als NBA Rookie of the Year Award in Frage. Er wurde jedoch in das NBA All-Rookie Team berufen.
Embiid unterschrieb zu Beginn der Saison 2017/18 einen neuen, mit 148 Millionen Dollar dotierten Fünfjahresvertrag bei den Philadelphia Sixers. Im Februar 2018 wurde Embiid erstmals in das NBA All-Star Game einberufen und in die Anfangsaufstellung befördert. Er wurde im Mai 2018 sowohl ins All-NBA Second Team als auch ins NBA All-Defensive Second Team gewählt. Embiid kam auf 22,9 Punkte, 3,2 Assists und 11 Rebounds im Schnitt und absolvierte 63 Saisonspiele. Zudem qualifizierte sich Philadelphia für die Playoffs, wo man im Conference-Halbfinale den Boston Celtics unterlag.
Bei der Wahl zum Most Valuable Player der Saison 2020/21 belegte er hinter Nikola Jokić den zweiten Platz. Am 15. Juni 2021 wurde bekanntgegeben, dass Embiid in das NBA All-Defensive Second Team der NBA-Saison 2020/21 gewählt wurde. Im Spieljahr 2021/22 erzielte er mit 30,6 Punkten je Begegnung den bislang besten Saisondurchschnitt seiner NBA-Laufbahn und verbuchte damit ligaweit den Höchstwert der Saison. Mitte November 2022 gelangen ihm in einem Spiel gegen die Utah Jazz 59 Punkte und damit der zu diesem Zeitpunkt fünftbeste Wert eines Spielers der Philadelphia 76ers seit dem Bestehen der Mannschaft. Embiid verbuchte ebenfalls elf Rebounds, gab acht Korbvorlagen und blockte sieben gegnerische Würfe.
Im Januar 2024 gelangen ihm bei einem 133:123-Sieg über die San Antonio Spurs 70 Punkte, damit übertraf Embiid den bisherigen Bestwert eines Spielers der Philadelphia 76ers, den zuvor Wilt Chamberlain (68 Punkte) gehalten hatte.

## Nationalmannschaft
2018 berichteten französische Medien über ein mögliches Interesse des französischen Verbandes, Embiid für die Nationalmannschaft des Landes zu gewinnen. Nach Angaben des kamerunischen Verbandes kam es zu einem Treffen zwischen Embiid und dem französischen Verbandspräsidenten. Embiid äußerte im Januar 2018, er wolle für Kamerun spielen, falls bei der Nationalmannschaft unter anderem der medizinische Rahmen stimme. Frankreich, wo Teile seiner Familie lebe, sei aber auch eine Möglichkeit, er schloss auch die Vereinigten Staaten nicht aus. 2022 leitete Embiid französischen Medien zufolge behördliche Schritte zur Erlangung der französischen Staatsangehörigkeit ein und erhielt diese Anfang Juli 2022. Embiids Einbürgerung liege ein „außergewöhnliches Interesse“ zugrunde, hieß es in der behördlichen Begründung. Zum Zeitpunkt seiner Einbürgerung hatte Embiid nie für einen französischen Verein gespielt. Im Oktober 2023 gab er seinen Entschluss bekannt, bei den Olympischen Spielen 2024 für die Nationalmannschaft der Vereinigten Staaten spielen zu wollen. Er gab als Begründung, schon lange in dem Land zu leben, des Weiteren sei sein Sohn US-Staatsbürger. Embiid wurde mit der Mannschaft der Vereinigten Staaten 2024 Olympiasieger.

## Sonstiges
Im August 2024 wurde er in seinem Geburtsland Kamerun mit dem Orden Ordre de la Valeur ausgezeichnet.

## NBA-Statistiken

### Hauptrunde
| Saison   | Team         | GP  | GS  | MPG  | FG % | 3P % | FT % | RPG  | APG | SPG | BPG | PPG   |
| -------- | ------------ | --- | --- | ---- | ---- | ---- | ---- | ---- | --- | --- | --- | ----- |
| 2016–17  | Philadelphia | 31  | 31  | 25.4 | .466 | .367 | .783 | 7.8  | 2.1 | 0.9 | 2.5 | 20.2  |
| 2017–18  | Philadelphia | 63  | 63  | 30.3 | .483 | .308 | .769 | 11.0 | 3.2 | 0.6 | 1.8 | 22.9  |
| 2018–19  | Philadelphia | 64  | 64  | 33.7 | .484 | .300 | .804 | 13.6 | 3.7 | 0.7 | 1.9 | 27.5  |
| 2019–20  | Philadelphia | 51  | 51  | 29.5 | .477 | .331 | .807 | 11.6 | 3.0 | 0.9 | 1.3 | 23.0  |
| 2020–21  | Philadelphia | 51  | 51  | 31.1 | .513 | .377 | .859 | 10.6 | 2.8 | 1.0 | 1.4 | 28.5  |
| 2021–22  | Philadelphia | 68  | 68  | 33.8 | .499 | .371 | .814 | 11.7 | 4.2 | 1.1 | 1.5 | 30.6* |
| 2022–23  | Philadelphia | 66  | 66  | 34.6 | .548 | .330 | .857 | 10.2 | 4.2 | 1.0 | 1.7 | 33.1* |
| 2023–24  | Philadelphia | 39  | 39  | 33.6 | .529 | .388 | .883 | 11.0 | 5.6 | 1.2 | 1.7 | 34.7  |
| Gesamt   | Gesamt       | 433 | 433 | 31.9 | .504 | .341 | .826 | 11.2 | 3.6 | 0.9 | 1.7 | 27.9  |
| All-Star | All-Star     | 5   | 5   | 26.1 | .623 | .440 | .750 | 9.4  | 1.2 | 0.6 | 0.8 | 23.8  |

### Play-offs
| Saison  | Team         | GP | GS | MPG  | FG % | 3P % | FT % | RPG  | APG | SPG | BPG | PPG   |
| ------- | ------------ | -- | -- | ---- | ---- | ---- | ---- | ---- | --- | --- | --- | ----- |
| 2017–18 | Philadelphia | 8  | 8  | 34.8 | .435 | .276 | .705 | 12.6 | 3.0 | 0.9 | 1.8 | 21.4  |
| 2018–19 | Philadelphia | 11 | 11 | 30.4 | .428 | .308 | .822 | 10.5 | 3.4 | 0.7 | 2.3 | 20.2  |
| 2019–20 | Philadelphia | 4  | 4  | 36.3 | .459 | .250 | .814 | 12.3 | 1.3 | 1.5 | 1.3 | 30.0  |
| 2020–21 | Philadelphia | 11 | 11 | 32.4 | .513 | .390 | .835 | 10.5 | 3.4 | 1.0 | 1.5 | 28.1  |
| 2021–22 | Philadelphia | 10 | 10 | 38.5 | .484 | .212 | .820 | 10.7 | 2.1 | 0.4 | 0.8 | 23.6  |
| 2022–23 | Philadelphia | 9  | 9  | 37.3 | .431 | .179 | .905 | 9.8  | 2.7 | 0.7 | 2.8 | 23.7  |
| 2023–24 | Philadelphia | 6  | 6  | 41.3 | .444 | .333 | .859 | 10.8 | 5.7 | 1.2 | 1.5 | 33.0* |
| Gesamt  | Gesamt       | 59 | 59 | 35.3 | .459 | .289 | .828 | 10.9 | 3.1 | 0.8 | 1.7 | 24.9  |

## Erfolge und Auszeichnungen
- 1× Wertvollster Spieler der NBA: 2023
- 1× All-NBA First Team: 2023
- 4× All-NBA Second Team: 2018, 2019, 2021, 2022
- 3× NBA All-Defensive Second Team: 2018, 2019, 2021
- 1× NBA All-Rookie First Team: 2017
- 7× NBA All-Star: 2018–2024
- 2× Bester NBA-Korbschütze: 2021/22 (30,6 Punkte/Spiel), 2022/23 (33,1 Punkte/Spiel)
- Ordre de la Valeur (Kamerun) 2024